# Cora Aa
Cornelia Johanna „Cora“ Aa-Vermeulen (* 30. Oktober 1914 in Leiden; † 29. November 2007 in Jerusalem) war eine niederländische Bildhauerin, Keramikerin und Zeichnerin.

## Leben und Werk
Cora Vermeulen war eine Tochter des Zimmermanns Arie Vermeulen und von Alida Petronella Catharina Sons. Sie besuchte die Hogereburgerschool, wo ihr zeichnerisches Talent erkannt und gefördert wurde. Da ihrer Familie das Geld fehlte, ihr den Besuch der Kunstgewerbeschule zu ermöglichen, ließ sie sich zunächst zur Krankenschwester ausbilden und studierte auch Pädagogik an der Universität von Amsterdam.

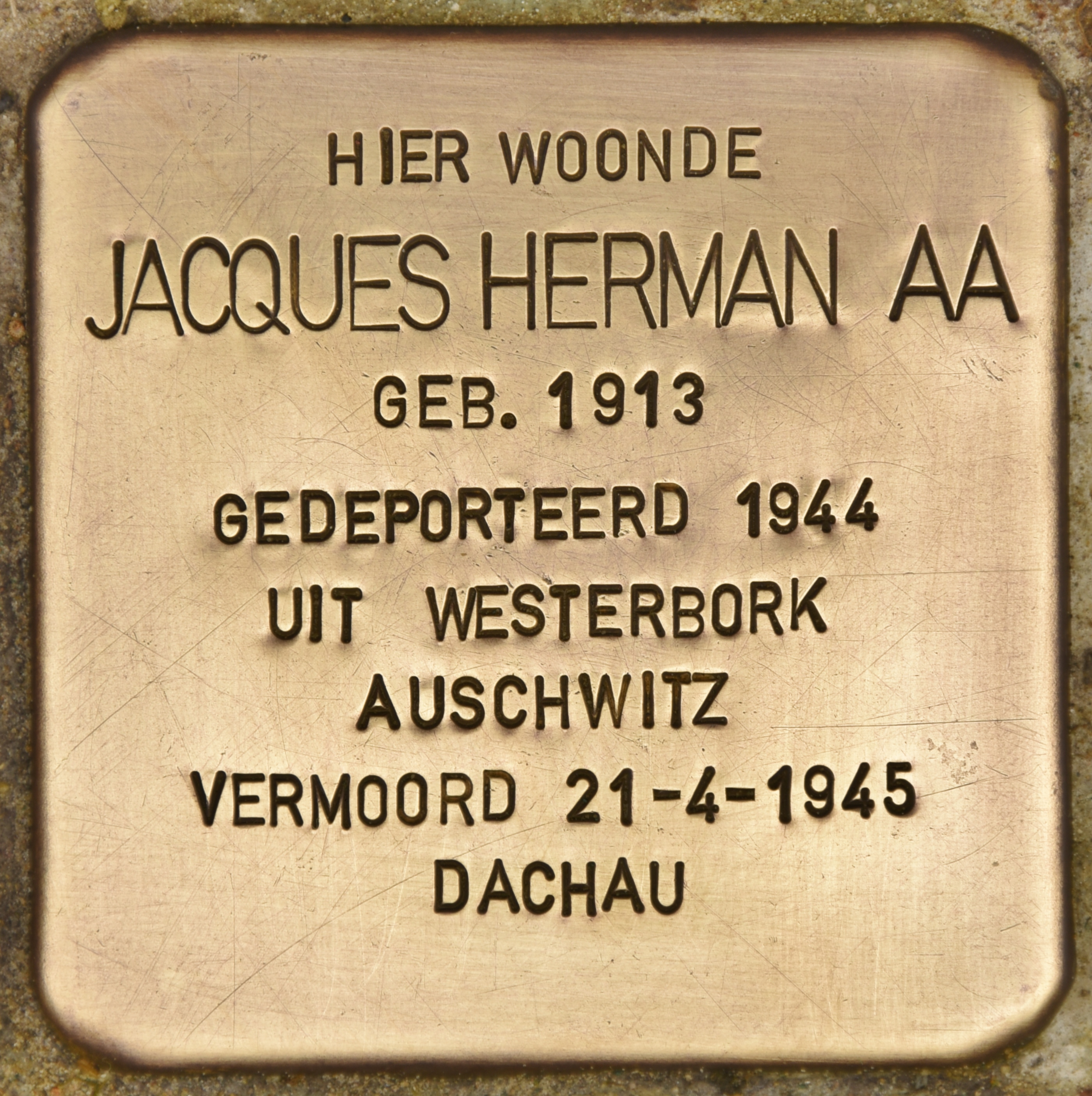
Stolperstein für Jacques Herman Aa in Amsterdam

Im Jahr 1934 heiratete sie den jüdischen Lehrer Jacques Herman Aa (1913–1945). Das Ehepaar lebte und arbeitete bis 1936 in Hoorn, danach in Amsterdam in der Orteliuskade 39-III. Ihre zwei Töchter und ein Sohn wurden 1935, 1938 und 1944 geboren. Während des Holocaust in den Niederlanden wurde Jacques Herman Aa, der im Judenrat Amsterdam tätig war, am 30. Juli 1944 in Amsterdam verhaftet. Mit dem letzten Transport aus dem Durchgangslager Westerbork im September 1944 wurde er erst nach Auschwitz und von dort am 4. Februar 1945 nach Dachau deportiert und kam im April 1945 im KZ-Außenlagerkomplex Mühldorf ums Leben. Als „Vierteljüdin“ entging Cora Aa der Deportation, aber fast ihre ganze Familie wurde ermordet.
Nach dem Krieg lag die alleinige Sorge für ihre Kinder bei Cora Aa. Daneben besuchte sie in Amsterdam von 1954 bis 1955 die Kunstgewerbeschule Quellinus und belegte von 1956 bis 1959 Abendkurse im Zeichnen, Modellieren, Bildhauerei und Glasieren an der Rijksakademie van beeldende kunsten, unter anderem bei Theo Dobbelman. Ende der 1950er Jahre ging sie mit ihrem Werk an die Öffentlichkeit und stellte mehrmals ihre Arbeiten aus. 1962 und 1963 gab sie Keramikkurse in Amsterdam. Im Juli 1963 emigrierte Cora Aa mit ihrer jüngsten Tochter nach Israel.
Cora Aa fertigte Zeichnungen und Exlibris, Keramikskulpturen und ab 1959 großformatige Fliesentableaus an. Ihre Arbeiten waren oft unglasiert, sie bevorzugte die rauere Terrakotta. Neben Motiven von Mutter und Kind ließ sie sich von Geschichten aus dem Alten Testament und jüdischen Festen inspirieren. Ihr keramisches Wandbild Grootvater en kleinsoon ist in der Sammlung des Nederlands Tegelmuseum (Niederländisches Fliesenmuseum) in Otterlo enthalten.